# Johannes Pauli (esesman)
Johannes Pauli (ur. 18 marca 1900 w Worschweiler, data śmierci nieznana) – zbrodniarz nazistowski, członek załogi niemieckiego obozu koncentracyjnego Natzweiler-Struthof i SS-Hauptscharführer.
Obywatel szwajcarski. Pełnił służbę w Wehrmachcie. Następnie przeniesiono go do SS i od 21 października 1944 r. do lutego 1945 r. był komendantem podobozu KL Natzweiler - Bisingen. Odpowiedzialny za zbrodnie popełnione na więźniach obozu. Między innymi 9 grudnia 1944 r. postrzelił więźnia, którego przyłapano na kradzieży jabłka, a następnie rozkazał innemu esesmanowi o nazwisku Martens dobić ofiarę.
Po zakończeniu wojny Pauli został skazany przez szwajcarski sąd w Bazylei 11 lutego 1953 na 12 lat więzienia za mordowanie i maltretowanie więźniów Bisingen. Kolejne śledztwo prowadzone przeciwko niemu, dotyczące zabójstwa więźnia Ericha Borkoffa umorzono 21 marca 1966. Pauli wkrótce zmarł.  